# Fiat 1400
Fiat 1400/1900 – modele samochodów osobowych produkowanych przez FIAT-a w latach 1950-1958. Oba modele były konstrukcyjnie identyczne, a oznaczenia odnosiły się do pojemności silnika, odpowiednio: 1395 cm³ dla modelu 1400 i 1901 cm³ dla modelu 1900. Różnice występowały w wyposażeniu i detalach nadwozia.

## Historia i opis pojazdu
Samochód zadebiutował w 1950 roku na wystawie w Genewie. Był to pierwszy, całkowicie nowy powojenny projekt jaki pojawił się w gamie produkcyjnej Fiata. Po raz pierwszy Fiat zastosował też nadwozie samonośne opracowane we współpracy z firmą Chrysler, którego projekt stworzył Dante Giacosa. Inspiracja samochodami amerykańskimi widoczna jest również w organizacji wnętrza samochodu m.in. we wspólnej kanapie zainstalowanej z przodu zamiast oddzielnych foteli kierowcy i pasażera. Z tego powodu zarówno dźwignia zmiany biegów zainstalowana została przy kierownicy, a dźwignia hamulca ręcznego w tablicy rozdzielczej. Silnik 1395 cm3 został opracowany tak, aby poprzez wydłużenie skoku tłoka można było uzyskać zamianę pojemności i mocniejszą wersję jednostki. W modelu 1400 zadebiutował również silnik wysokoprężny jako źródło napędu samochodu osobowego Fiat. Samochód był wyposażony w pełny system wentylacji i ogrzewania. Po raz pierwszy Fiat użył również w układzie przeniesienia napędu sprzęgła hydrokinetycznego (w modelu 1900).
W okresie produkcji nastąpiło kilka zmian konstrukcyjnych dotyczących głównie jednostek napędowych oraz zmian stylistyki nadwozia. Samochody z takimi zmianami prezentowano jako nowe serie oznaczone odpowiednio 1400/1900, 1400A/1900A i 1400B/1900B.
Pojazd produkowany był w latach 1953–1963 w Hiszpanii jako SEAT 1400 oraz w latach 1954–1961 w Jugosławii jako Zastava 1400BJ.

## Fiat 1400 '50 - '54
Zadebiutował w 1950 roku w trzech wersjach nadwoziowych: sedan, coupe i kabriolet. Jednostką napędową był 4-cylindrowy, rzędowy silnik górnozaworowy o pojemności 1395 cm³ i mocy 44 KM, który pozwalał na osiągnięcie prędkość 120 km/h. Przeniesienie napędu realizowane było poprzez 4-biegową skrzynkę biegów (plus bieg wsteczny) na koła tylne. Biegi 2 - 4 były zsynchronizowane.

### Fiat 1400 Diesel '53 - '54
W 1953 roku na wystawie motoryzacyjnej w Turynie przedstawiono wersję Fiata 1400 z silnikiem wysokoprężnym. Jednostka ta pochodziła z samochodów dostawczych produkowanych przez Fiata, a wykorzystana była również w debiutującym w 1951 roku modelu Campagnola. Silnik o pojemności 1901 cm³ ze wstępną komorą spalania osiągał moc 40 KM przy stopniu sprężania 20:1. Pomimo pojemności 1901 cm³ model oznaczano jako Fiat 1400 pozostawiając oznaczenie 1900 dla modelu z silnikiem benzynowym o takiej samej pojemności.
Wyprodukowano ok. 77 tys. egzemplarzy modelu 1400 z czego ok. 13,5 tys. z silnikiem wysokoprężnym.

## Fiat 1900 '52 - '54
W roku 1952 zaprezentowano model Fiat 1900. Bazował on konstrukcyjnie na modelu 1400 a różnice dotyczyły jednostki napędowej, wyposażenia i szczegółów nadwozia.
Do napędu wykorzystano silnik o pojemności 1901 cm³ o mocy 60 KM co powalało osiągnąć 130 km/h. Silnik ten był wersją jednostki napędowej z modelu 1400 o zwiększonym skoku tłoka z 66 do 90 mm. Do przeniesienia napędu zastosowano 5-biegową skrzynkę biegów (plus bieg wsteczny). Podobnie jak w modelu 1400 do wyboru były wersje nadwoziowe 4-drzwiowy sedan, 2-drzwiowe coupe (określane jako Fiat 1900 Granluce), oraz wersja z otwartym nadwoziem, która później została zaadaptowana na potrzeby policji jako Torpedo Polizia. W wersji tej moc podniesiono do 63 KM.
Nadwozie prawie identyczne z modelem 1400 wyróżniała ozdobna listwa biegnąca z boku poprzez drzwi i błotniki.
Wyprodukowano ok. 10 tys. egzemplarzy wszystkich wersji.

## Fiat 1400A '54 - '56'
W 1954 roku zaprezentowano model 1400A. Różnice dotyczyły jednostki napędowej oraz niewielkich zmian wyglądu nadwozia. 
Moc silnika benzynowego podniesiona została do 50 KM co zwiększyło prędkość maksymalną do 125 km/h. W dalszym ciągu oferowano wersję z silnikiem wysokoprężnym. 
W nadwoziu zastosowano inną atrapę chłodnicy i kierunkowskazy. Pod bocznymi szybami pojawiła się ozdobna listwa, a na zderzakach dodano kły, zmianom poddano także tylne światła. 
Wyprodukowano ponad 50 tys. egzemplarzy tej wersji.

## Fiat 1900A '54 - '56'
Zmiany podobne jak w modelu 1400 zastosowano również w Fiacie 1900A. Tutaj moc silnika została podniesiona do 70 KM co zwiększyło prędkość maksymalną 135  km/h. Zewnętrznym wyróżnikiem wersji dalej pozostała listwa ozdobna z boku nadwozia. Oferowano sedana oraz coupe (Granluce). 
Powstało 7027 egzemplarzy.

## Fiat 1400B '56 -'58
W nowej wersji modelu 1400 zmiany konstrukcyjne dotyczyły hamulców i zawieszenia. Moc silnika podniesiona została do 58 KM (prędkość maksymalna 135 km/h). Moc silnika wysokoprężnego podniesiono o 3 KM. W nadwoziu najwyraźniejszą zmianą było wprowadzenie dwukolorowego nadwozia oraz lampy przeciwmgielnej zamontowanej na środku atrapy chłodnicy. Wewnątrz zmianie uległ wygląd deski rozdzielczej.
Wyprodukowano ok. 40 tys. egzemplarzy tej wersji.

## Fiat 1900B '56-'58
Zmiany konstrukcyjne z modelu 1400 przeniesiono również do wersji 1900. Tutaj moc silnika podniesiono do 80 KM (prędkość maksymalna 145 km/h). Dwukolorowe nadwozie od wersji 1400 odróżniało się innym układem ozdobnej listwy na przednich błotnikach. Oferowano w dalszym ciągu wersję sedan i coupe (Granluce).
W 1957 roku dokonano niewielkiej zmiany stylistycznej w wersji sedan zapożyczonej z wersji coupe. Widoczna jest ona w układzie listw ozdobnych na tylnych błotnikach.
Powstało ok. 2500 egzemplarzy w obu wersjach nadwoziowych.

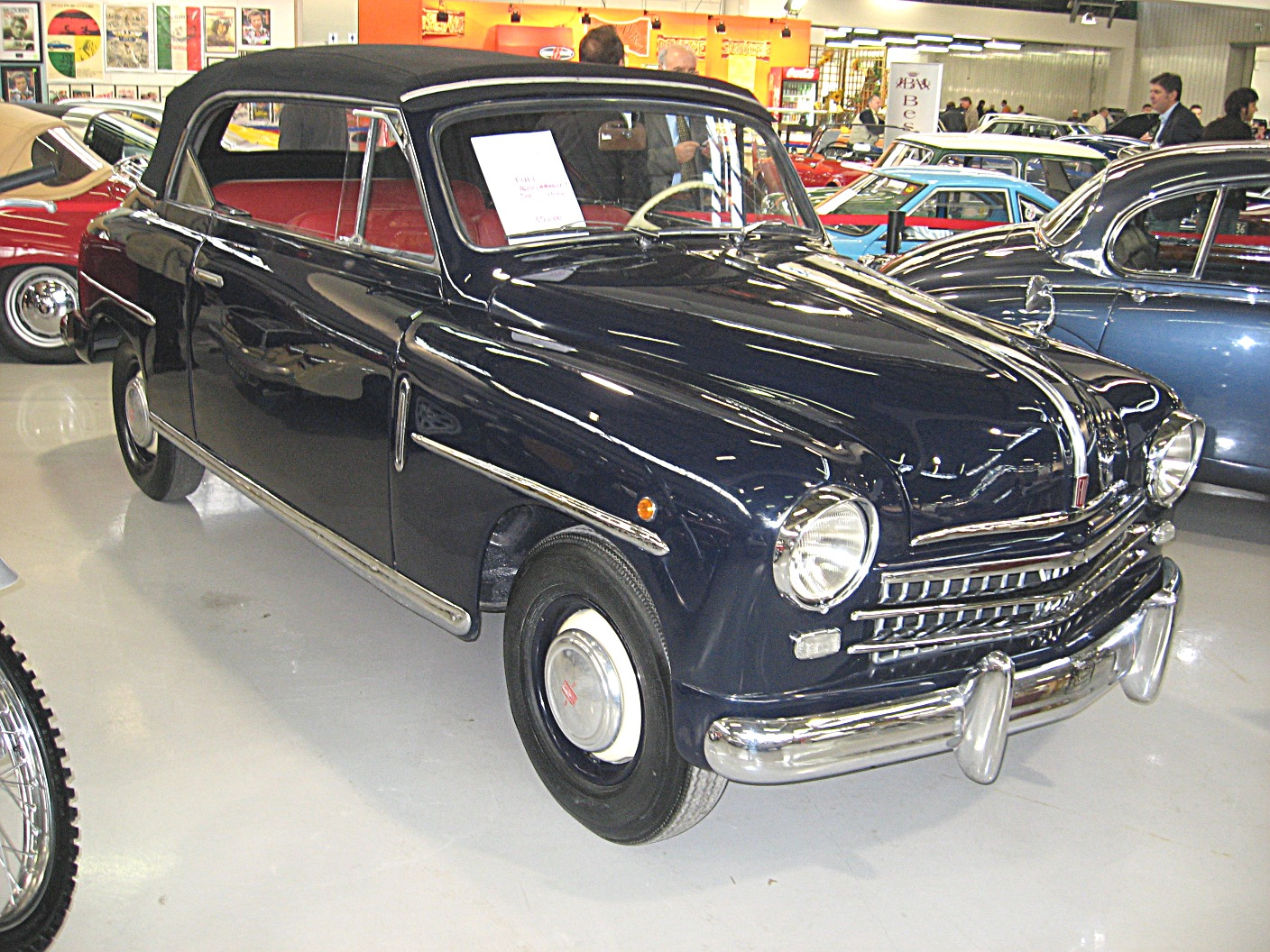
Fiat 1400 kabriolet pierwszej serii
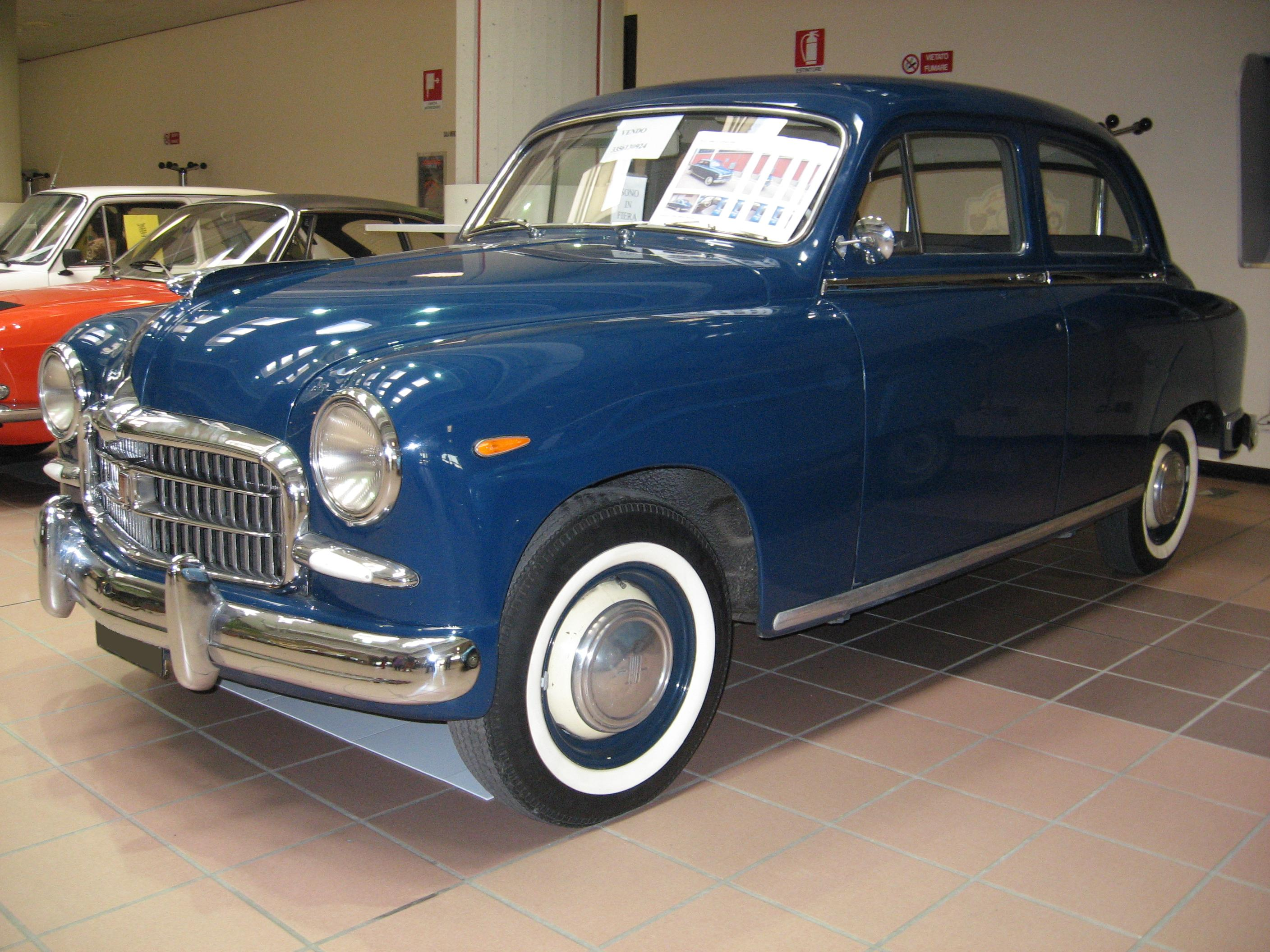
Fiat 1400A
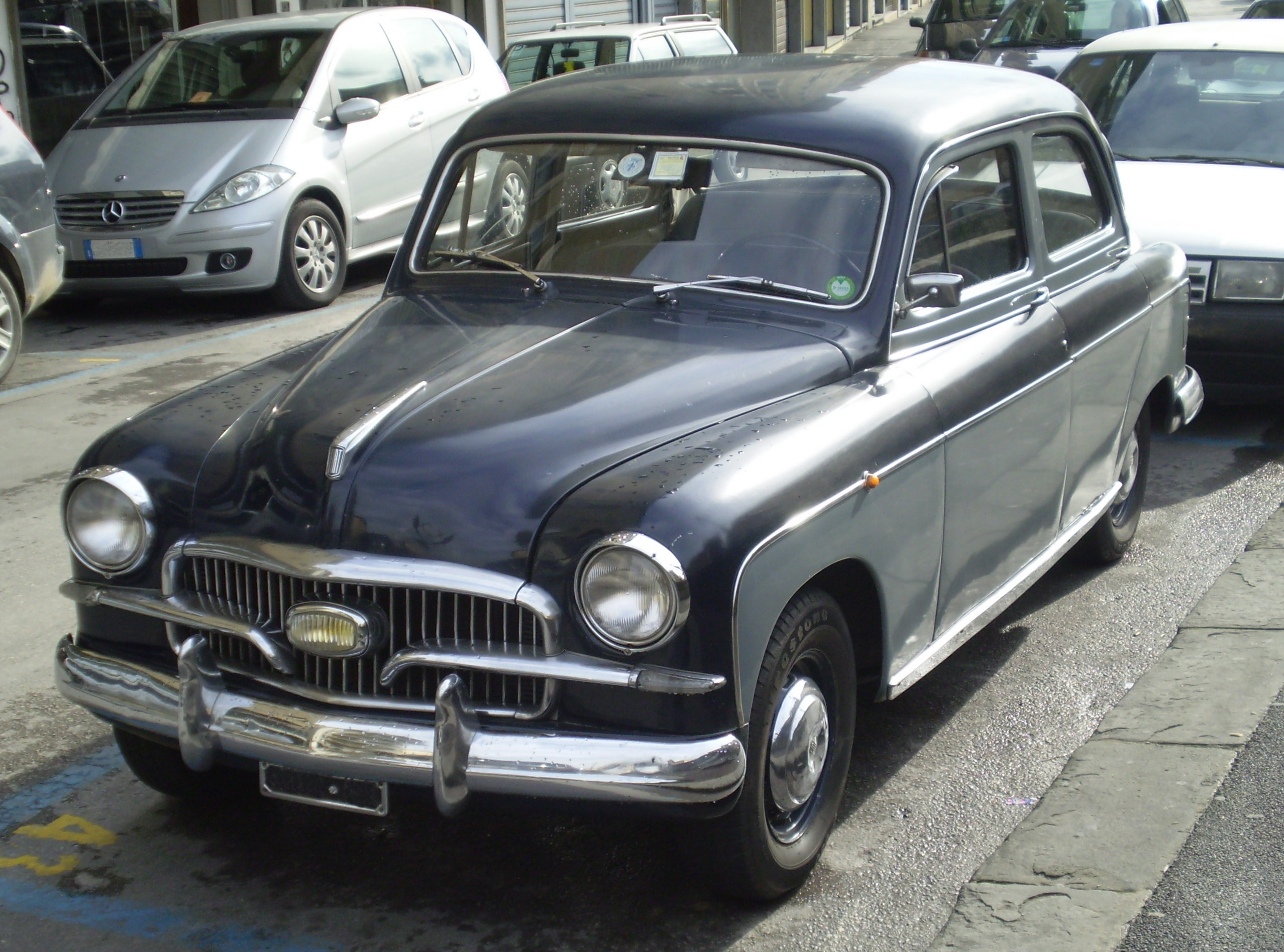
Fiat 1400B